# Mændenes Hjem (København)
Mændenes Hjem er en selvejende institution, der har åbent hele døgnet på hjørnet af Istedgade og Lille Istedgade på Vesterbro i København. 
Mændenes Hjem har driftsoverenskomst med Københavns Kommune og er en del af WeShelter (som tidligere hed Missionen blandt Hjemløse) som er en kirkelig social organisation der yder indsats overfor vanskeligt stillede mennesker i København. Mændenes Hjem er en selvejende institution med en selvstændig bestyrelse. 
Mændenes Hjem er en organisation, som tilbyder en lang række social- og sundhedsfaglige ydelser til mennesker som er hjemløse, stofbrugere eller på anden måde udsatte. Alle Mændenes Hjems tilbud er placeret på Vesterbro i København. 
Mændenes Hjem er en gammel organisation, som har ligget på Vesterbro siden 1910.
Mændenes Hjem driver en bred vifte af tilbud fordelt rundt på Vesterbro - en boenhed, hvor man kan bo i kortere eller længere tid, et kontaktsted, en kantine, en cafe, et beskæftigelsesprojekt, et stofindtagelsesrum, en natcafe for kvinder, et tilbud til udenlandske europæiske stofbrugere, to sundhedsklinikker og et beskæftigelsesprojekt der inkluderer en genbrugsbutik. I foråret 2019, blev det vedtaget af Københavns Kommune at Mændenes Hjem skulle overtage driften af stofindtagelsesrummet H17, der hidtil havde været drevet kommunalt.  
De hjemløse kan tilbydes et ophold af kortere eller længere varighed, hvor der gives støtte og hjælp til individuelle sociale eller personlige problemer. Beboerne kan købe billig mad i kantinen, opholde sig i fælles opholdsstuer, få udleveret genbrugstøj i tøjdepotet og deltage i de forskellige aktiviteter og udflugter, der arrangeres. Sundhedsklinikkerne og tandklinikken er også åben for andre hjemløse og udsatte i København. Der udleveres sprøjter, kondomer og brugt tøj og hjemløseavisen Hus Forbi distribueres til de hjemløse sælgere. Det er også blevet muligt for brugerne af tilbuddene, at blive beskæftiget med forskellige opgaver. Det tæller blandt andet renhold af Kødbyen og området omkring Mændenes Hjem og sortering af det tøj der bliver donereret til Mændenes Hjem. De brugere der deltager i disse opgaver får udbetalt en dusør for deres arbejde.

## Historie
Industrialiseringen gjorde at mange fattige landarbejdere tog ind til de store byer med det mål at få en bedre tilværelse. Men ved ankomsten til København og de andre storbyer, måtte en del af indvandrerne sande, at drømmen om arbejde og det gode liv blot var en drøm. Mange af mændene blev alkoholiserede, nogle blev kriminelle, men alle var de målgruppe for det arbejde Napoleon Bang startede d. 25. oktober 1893, da han afholdt det første af mange ’Møder for hjemløse Mænd’ i et lokale i kælderen under Bethseda, Indre Missions hus i Rømersgade. Til møderne fik de sultne og forkomne mænd, varme og mad, hvorefter der blev afholdt en gudstjeneste.
Napoleon Bang fik hurtigt flere frivillige med i arbejdet og man oprettede foreningen "Faldne Mænds Redning". I 1898 søgte man tilknytning til Indre Mission og virkede nu som "Missionen blandt Hjemløse Mænd i København". En af de aktive Hans Olsen solgte sin vognmandsforretning for at blive foreningens første lønnede fuldtidsmedarbejder, ansat af Indre Mission i København. Hans Olsen organiserede og ledede det opsøgende arbejde, hvor foreningens medlemmer opsøgte beværtninger, logihuse, herberger og lignende for at skabe kontakt til de hjemløse.
1905 var der 4290 gæster til møderne. Foreningen havde i et lejet lokale oprettet en skrive- og læsestue hvor mændene kunne fordrive tiden med at læse aviser og skrive breve til familien. Om vinteren fungerede skrivestuen som varmestue, så de hjemløse mænd ikke var tvunget ud at vandre omkring på gader og stræder i dagtimerne.  Derfor startede foreningen 1909 i en faldefærdig ejendom i Eskildsgade et primitivt nattely. Allerede efter et år var bygningen blevet sat så meget i stand, at Mændenes Hjem kunne indvies 1910. 
I begyndelse af 1930’erne slog en voldsom international økonomiske krise for alvor igennem i Danmark og fik betydelige konsekvenser i blandt andet med arbejdsløshed og boligmangel. De hjemløses skare ændrede også udseende, der blev flere og flere unge og færre misbrugere. Den økonomiske krise medførte en holdningsændring, hvor nødlidende mennesker ikke altid var lig dårlige mennesker, hvilket tydeligt ses i den store socialreform der kom i 1933.
Bygningerne i Eskildsgade var efterhånden blevet utidssvarende og nedslidte og i 1960 blev det nye "Mændenes Hjem" på hjørnet af Istedgade og Lille Istedgade indviet. 

## Ekstern henvisning og kilde
- Mændenes hjems hjemmeside

55°40′15″N 12°33′34″Ø / 55.67096°N 12.55949°Ø